# Chevreaux
Chevreaux é uma comuna francesa na região administrativa de Borgonha-Franco-Condado, no departamento de Jura. Estende-se por uma área de 6,12 km². Em 2010 a comuna tinha 126 habitantes (densidade: 20,6 hab./km²).